# Kelly (Carolina del Nord)
Kelly és una concentració de població designada pel cens dels Estats Units a l'estat de Carolina del Nord. Segons el cens del 2000 tenia 454 habitants.

## Demografia
Segons el cens del 2000, Kelly tenia 454 habitants, 205 habitatges i 138 famílies. La densitat de població era de 15,1 habitants per km².
Dels 205 habitatges en un 21,5% hi vivien nens de menys de 18 anys, en un 46,8% hi vivien parelles casades, en un 17,6% dones solteres, i en un 32,2% no eren unitats familiars. En el 31,2% dels habitatges hi vivien persones soles el 12,7% de les quals corresponia a persones de 65 anys o més que vivien soles. El nombre mitjà de persones vivint en cada habitatge era de 2,21 i el nombre mitjà de persones que vivien en cada família era de 2,73.
Per edats la població es repartia de la següent manera: un 17,2% tenia menys de 18 anys, un 7,5% entre 18 i 24, un 24,7% entre 25 i 44, un 30,4% de 45 a 60 i un 20,3% 65 anys o més.
L'edat mediana era de 46 anys. Per cada 100 dones de 18 o més anys hi havia 87,1 homes.
La renda mediana per habitatge era de 27.143 $ i la renda mediana per família de 52.857 $. Els homes tenien una renda mediana de 26.310 $ mentre que les dones 21.563 $. La renda per capita de la població era de 21.900 $. Entorn del 5,8% de les famílies i l'11,5% de la població estaven per davall del llindar de pobresa.

## Poblacions més properes
El següent diagrama mostra les poblacions més properes.